# 氣衝穴
氣衝穴是属于足陽明胃經的腧穴。

## 定位
臍中直下5寸（曲骨穴），旁開2寸。或天樞穴直下5寸。

## 主治
少腹痛、疝氣、腹股溝痛等。

## 操作
直刺0.8～1.2寸；可灸。